# Cozmeni
Cozmeni es una comuna ubicada en el distrito de Harghita, Rumania.

## Superficie
Cuenta con una superficie de 69,98 kilómetros cuadrados.

## Demografía
Hasta 2021 la población era de 2125 habitantes, con una densidad de población de 30,37 habitantes por kilómetro cuadrado.